# Тамница (песма)
Тамница је песма Владислава Петковића Диса.
Дис живот види као тамницу у којој се долази без знања, кривице, то је тужна колевка, а сећање на оно некад пре рођења је подсећање на звезде, на сигурност у мајчиној утроби. 
Песник жали што је оборен, што је пао јер је живот невоља ружна због кога је јадан и осећа бол. Ово је програмска тема у којој су исказани песникови ставови: лексика је богата, мотиви су очи, звезде, сузе, драга и наравно песма. 
Ова песма се дели у 3 целине: 
1. Рођење (прве 2 строфе)
2. Буђење чула и сазнање света (од 3. до 7. строфе)
3. Сазнање о себи и другима (последња строфа)

Песник се дистанцира па каже: то је онај живот јер га не прихвата, не жели, то није његов избор.
Живот који живи, није онакав какав би хтео, о каквом би сањао, него је егзистенција. 
Дис кроз песму износи сазнање да су снови једно, а стварност друго и да из тамнице нема излаз и кад све то знаш и даље сањаш и желиш, па те то чини јаким и помаже ти да будеш снажан са звездама у очима. Песник такође сматра да је једина човекова веза са смрћу управо сан.